# Gemeindeverwaltungsverband Schönau im Schwarzwald
Der Gemeindeverwaltungsverband Schönau im Schwarzwald mit Sitz in der Stadt Schönau im Schwarzwald umfasst neben der namengebenden Gemeinde acht weitere selbständige Gemeinden.
Der Gemeindeverwaltungsverband erledigt verwaltungsgemäß die Aufgaben, welche den Gemeinden durch Gesetz oder Verordnung zugewiesen sind.

## Mitgliedsgemeinden
- Aitern
- Böllen
- Fröhnd
- Schönau im Schwarzwald
- Schönenberg
- Tunau
- Utzenfeld
- Wembach
- Wieden

## Geschichte
Die konstituierende Sitzung des Gemeindeverwaltungsverbandes Schönau im Schwarzwald fand am 12. Januar 1971 statt. In ihr wurde Richard Böhler (Bürgermeister der Gemeinde Utzenfeld) zum ersten Verbandsvorsitzenden gewählt. Der Gemeindeverwaltungsverband Schönau im Schwarzwald war die erste Verwaltungsform dieser Art im Landkreis Lörrach. Durch den Zusammenschluss konnten auch winzige Gemeinden formal ihre Selbständigkeit behalten. Mit Böllen ist die nach Einwohnern kleinste Gemeinde Baden-Württembergs Mitglied des Verbandes und mit Wembach die nach der Fläche kleinste Gemeinde des Landes.

## Statistik
Bei Verbandsgründung 1971 lebten 5245 Einwohner in den angeschlossenen Gemeinden, womit die vom Land angestrebte Zielgröße von 5000 knapp überschritten wurde. 1981 waren es dann schon 5052 Einwohner und 2011 bereits 5507. Die aktuellen Zahlen bilden die Einwohnerzahlen zum 31. Dezember 2023 ab. Im Dezember 2023 lebten 5.555 Einwohner im Gemeindeverwaltungsverband Schönau im Schwarzwald.
| Gemeinde    | Einwohner | Fläche (km²) | Anmerkungen                                            |
| Schönau     | 2448      | 14,72        |                                                        |
| Aitern      | 0494      | 09,21        |                                                        |
| Böllen      | 092       | 05,67        | nach Einwohnern kleinste Gemeinde in Baden-Württemberg |
| Fröhnd      | 0499      | 16,19        |                                                        |
| Schönenberg | 0336      | 07,43        |                                                        |
| Tunau       | 0187      | 04,05        |                                                        |
| Utzenfeld   | 0615      | 07,40        |                                                        |
| Wembach     | 0322      | 01,80        | nach Fläche kleinste Gemeinde in Baden-Württemberg     |
| Wieden      | 0562      | 12,25        |                                                        |
| GVV         | 5555      | 78,710       |                                                        |

## Die Organe des Gemeindeverwaltungsverbandes
Oberstes Organ des Gemeindeverwaltungsverbandes ist die Verbandsversammlung. „Die Verbandsversammlung besteht aus dem Bürgermeister/der Bürgermeisterin der Mitgliedsgemeinden und je einem weiteren Vertreter; die Stadt Schönau im Schwarzwald entsendet dazu noch drei weitere Vertreter. Die weiteren Vertreter der Gemeinde werden nach jeder regelmäßigen Wahl der Gemeinderäte von dem neu gebildeten Gemeinderat aus seiner Mitte bestellt.“
Dem Verbandsvorsitzenden obliegt die Leitung der Verbandsverwaltung und die Vertretung des Gemeindeverwaltungsverbandes nach außen. Sitz des Verbandes ist Schönau im Schwarzwald, die Verbandsverwaltung ist im Schönauer Rathaus untergebracht.

## Verbandsvorsitzende
- 1971–1993: Richard Böhler (CDU), Bürgermeister von Utzenfeld und Schönau
- 1993–2012: Bernhard Seger (CDU), Bürgermeister von Schönau
- 2012–0000: Peter Schelshorn (CDU), Bürgermeister von Schönau